# Liste des expositions du Louvre-Lens
Cet article liste les expositions du Louvre-Lens. Le musée, inauguré le 4 décembre 2012, comporte trois espaces d'expositions : la Grande galerie, une grande salle de 3 000 m2 sans cloisons qui accueille jusque fin 2017, pour cinq ans, l'exposition La Galerie du temps ; le Pavillon de verre, trois fois moins étendu, s'inscrit dans son prolongement et propose des expositions sur un point précis de l'exposition permanente, comme Le Temps à l'œuvre, basé sur la perception du temps, et Voir le sacré, consacré au sacré ; enfin, la Galerie des expositions temporaires, située de l'autre côté du hall d'accueil, accueille deux expositions par an, comme Renaissance ou L'Europe de Rubens, qui durent chacune environ quatre mois.

## Grande galerie
| Illustration | Nom                                 | Début           | Fin           | Nombre d'œuvres | Nombre de visiteurs       | Thème                |
| ------------ | ----------------------------------- | --------------- | ------------- | --------------- | ------------------------- | -------------------- |
|              | La Galerie du temps 2013 • 2014 • … | 4 décembre 2012 | décembre 2017 | 207             | ~ 900 000 (2013) ? (2014) | L'histoire du temps. |

## Pavillon de verre
| Illustration | Nom                                                    | Début            | Fin                | Nombre d'œuvres | Nombre de visiteurs | Thème                                                                                                   |
| ------------ | ------------------------------------------------------ | ---------------- | ------------------ | --------------- | ------------------- | --- |
|              | Le Temps à l'œuvre                                     | 4 décembre 2012  | 21 octobre 2013    | ~ 140           | ?                   | La perception du temps.                                                                                 |
|              | Voir le sacré                                          | 5 décembre 2013  | 21 avril 2014      | 7               | ?                   | Le sacré.                                                                                               |
|              | Trente ans d'acquisitions en Nord-Pas-de-Calais        | 28 mai 2014      | 1er juin 2015      | 17              |                     | Les collections du Nord-Pas-de-Calais.                                                                  |
|              | Métamorphoses                                          | 1er juillet 2015 | 21 mars 2016       |                 |                     | Une méthode de représentation divine dans l'art.                                                        |
|              | RC Louvre                                              | 16 avril 2016    | 7 novembre 2016    |                 |                     | La relation entre les supporteurs et le RC Lens.                                                        |
|              | Miroirs                                                | 3 décembre 2016  | 18 septembre 2017  |                 |                     | Le rôle des miroirs dans les œuvres d'art à travers l'Histoire.                                         |
|              | Heures Italiennes. Chefs d'oeuvre des Hauts-de-France. | 18 octobre 2017  | 28 mai 2018        | 20              |                     | Présentation thématiques des peintures italiennes détenues par les musées de la région Hauts-de-France. |
|              | Trésors                                                | 27 juin 2018     | 1 octobre 2018     | 4               |                     | 4 trésors nationaux acquis entre 2014 et 2016.                                                          |
|              | Françoise Pétrovitch                                   | 17 octobre 2018  | 29 octobre 2018    | 30              |                     | Artiste française dont une statue sera inaugurée dans les jardins du Louvre le 17 octobre 2018          |
|              | Les matières du Temps                                  | 1 décembre 2018  | 20 mai 2019        |                 |                     | Le patrimoine des Hauts-de-France découvert récemment.                                                  |
|              | Hicham Berrada                                         | 19 juin 2019     | 1er septembre 2019 |                 |                     | Artiste français en résidence.                                                                          |

## Galerie des expositions temporaires
| Illustration | Nom                                                              | Début             | Fin               | Nombre d'œuvres | Nombre de visiteurs | Thème |
| ------------ | ---------------------------------------------------------------- | ----------------- | ----------------- | --------------- | ------------------- | --- |
|              | Renaissance                                                      | 4 décembre 2012   | 11 mars 2013      | ~ 270           | ~ 150 000,          | La Renaissance. |
|              | L'Europe de Rubens                                               | 22 mai 2013       | 23 septembre 2013 | 170             | 127 956,            | Les œuvres de Rubens et de ses contemporains.                                                                                          |
|              | Les Étrusques et la Méditerranée                                 | 5 décembre 2013   | 10 mars 2014      | plus de 400     | 99 000              | Les Étrusques et la cité de Cerveteri.                                                                                                 |
|              | Les Désastres de la guerre                                       | 28 mai 2014       | 6 octobre 2014    | plus de 500     | 82 000              | Les guerres de 1800 à 2014. |
|              | Des animaux et des pharaons                                      | 4 décembre 2014   | 9 mars 2015       | plus de 430     | 106 601             | L'Égypte des pharaons |
|              | D'or et d'ivoire                                                 | 27 mai 2015       | 28 septembre 2015 | plus de 125     | 60 000              | L'art entre les villes de Paris, Pise, Florence et Sienne entre 1250 et 1320                                                           |
|              | Dansez, embrassez qui vous voudrez                               | 5 décembre 2015   | 29 février 2016   | plus de 200     |                     | Le genre de la Fête galante dans la peinture du siècle des Lumières                                                                    |
|              | Rétrospective Charles le Brun                                    | 18 mai 2016       | 29 août 2016      | 235             | 40 574              | Une rétrospective du peintre Charles le Brun (1619-1690)                                                                               |
|              | L'Histoire commence en Mésopotamie                               | 2 novembre 2016   | 30 janvier 2017   | plus de 500     | 90 303              | Une présentation des recherches archéologique de la Mésopotamie aujourd'hui menacée par la guerre.                                     |
|              | Le Mystère Le Nain                                               | 22 mars 2017      | 26 juin 2017      |                 | 60 785              | Une rétrospective des peintres Le Nain sous le règne de Louis XIII                                                                     |
|              | Musique ! Échos de l'Antiquité                                   | 13 septembre 2017 | 15 janvier 2018   | plus de 400     | 68 571              | La place de la musique dans l'art des civilisations méditerranée antique de Rome à la Mésopotamie en passant par la Grèce et l’Égypte. |
|              | L'Empire des roses. Chefs-d’œuvre de l’art persan du XIXe siècle | 28 mars 2018      | 23 juillet 2018   | plus de 400     | 74 153              | L'art persan sous la Dynastie des Qajars.                                                                                              |
|              | Amour                                                            | 26 septembre 2018 | 21 janvier 2019   | 250             | 87 252              | Une histoire des manières d'aimer. |
|              | Homère                                                           | 27 mars 2019      | 22 juillet 2019   |                 |                     | Rétrospective sur Homère. |
|              | Pologne - Peindre l'âme d'une nation                             | 25 septembre 2019 | 20 janvier 2020   |                 |                     | L'art pictural en Pologne du XIXe siècle.                                                                                              |
|              | Soleils Noirs                                                    | 25 mars 2020      | 25 janvier 2021   |                 |                     | Le thème du Noir dans l'art à travers les âges.                                                                                        |
|              | A table ! Une histoire des repas de prestige                     | 31 mars 2021      | 26 juillet 2021   |                 |                     | L'art de l'art de la table d'hier à aujourd'hui.                                                                                       |
|              | Les Louvre de Pablo Picasso                                      | 13 octobre 2021   | 31 janvier 2022   |                 |                     | L'influence du Louvre sur l'art de Picasso.                                                                                            |
|              | Rome                                                             | 6 avril 2022      | 25 juillet 2022   |                 |                     | L'art et la civilisation de la Rome antique.                                                                                           |
|              | Champollion, la voie des hiéroglyphes                            | 28 septembre 2022 | 23 janvier 2023   |                 |                     | L'histoire de l'écriture de l’Égypte antique.                                                                                          |
|              | Paysage - Fenêtre sur la nature                                  | 29 mars 2023      | 24 juillet 2023   |                 |                     | Les représentations artistiques des différents types de paysages.                                                                      |
|              | Animaux fantastiques                                             | 27 septembre 2023 | 22 janvier 2024   |                 |                     | L’histoire des animaux fantastiques les plus célèbres à travers leurs légendes, pouvoirs et habitats.                                  |
|              | Mondes souterrains                                               | 27 mars 2024      | 22 juillet 2024   |                 |                     | L'univers mystiques des mondes souterrains dans l'art.                                                                                 |
|              | Exils - Regards d'artistes                                       | 25 septembre 2024 | 20 janvier 2025   |                 |                     | Les liens entre création artistique et sentiment d'exil.                                                                               |